# Lijst van zegels van Thaise deelgebieden
Dit artikel bevat een lijst van zegels van Thaise deelgebieden. Thailand bestaat uit vijf regio's en 76 changwat (provincies). De provincies zijn onderverdeeld in 795 amphoe (districten). De amphoe zijn op hun beurt verder onderverdeeld in tambon (gemeentes). De provincies en districten hebben elk een eigen zegel, die ze gebruiken op bijvoorbeeld officiële documenten, en overheidsgebouwen en -voertuigen.

## Provinciale zegels

### Zegels van provincies inNoord-Thailand

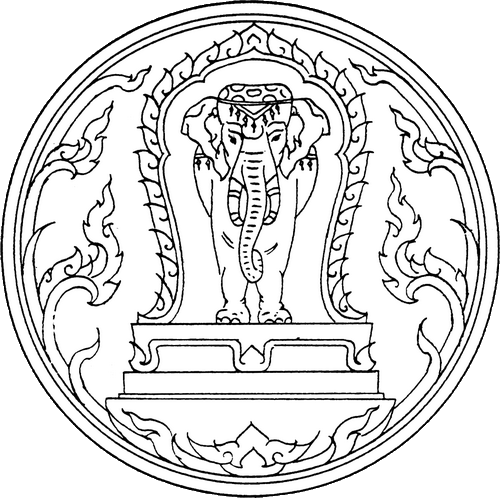
Chiang Mai
Chiang Rai
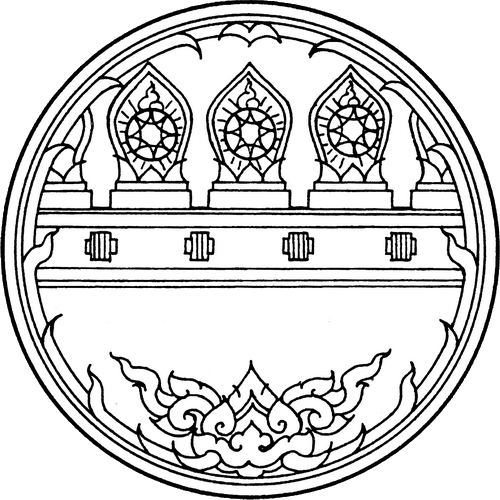
Kamphaeng Phet
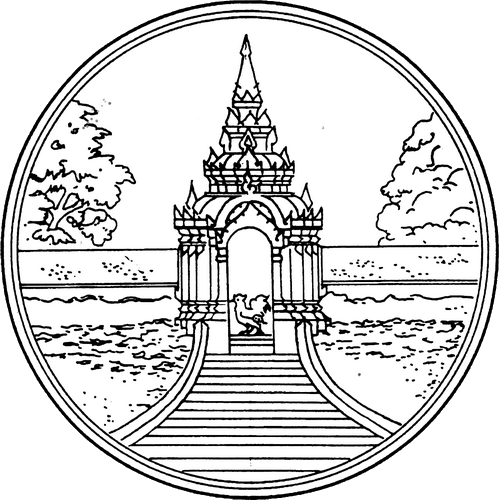
Lampang
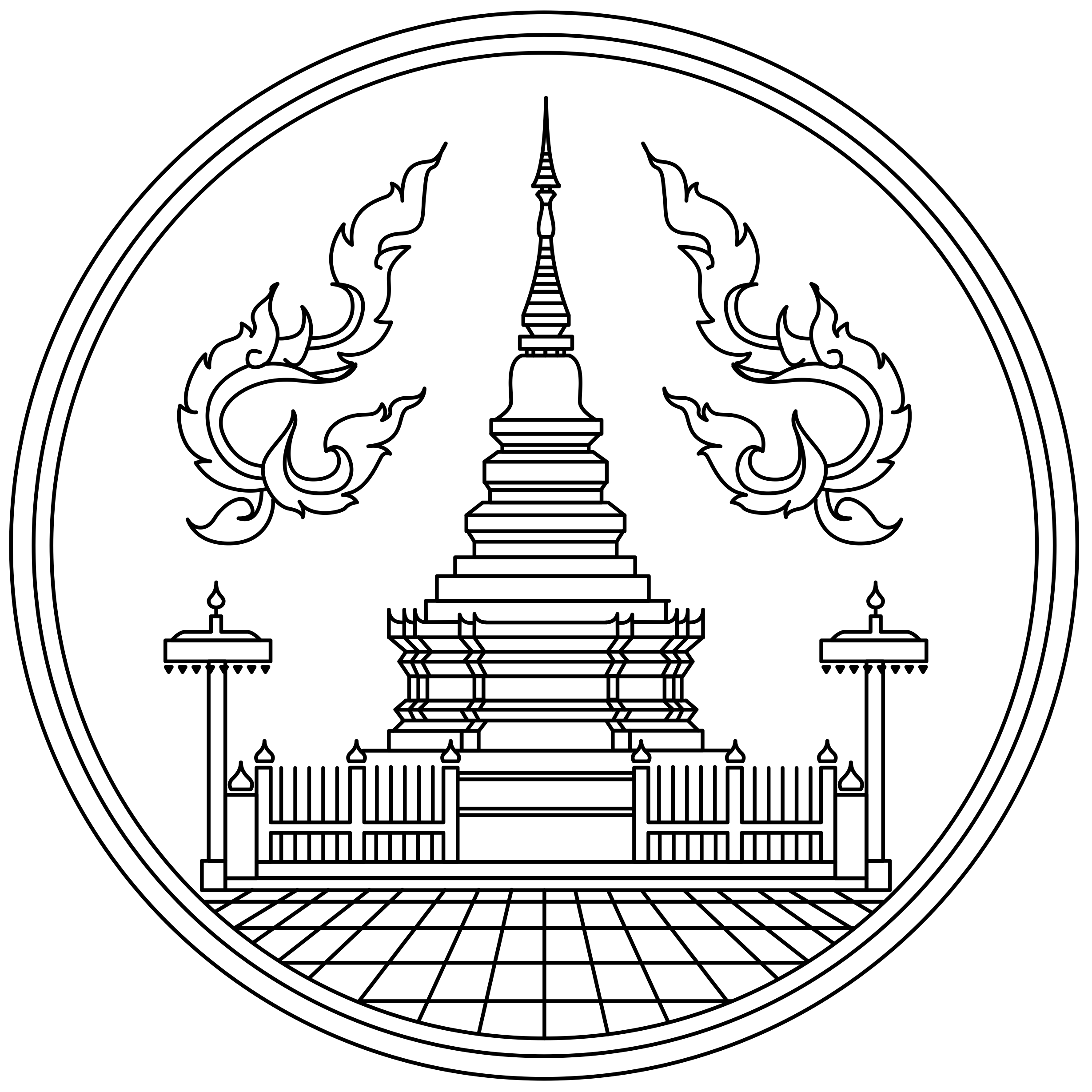
Lamphun
Mae Hong Son
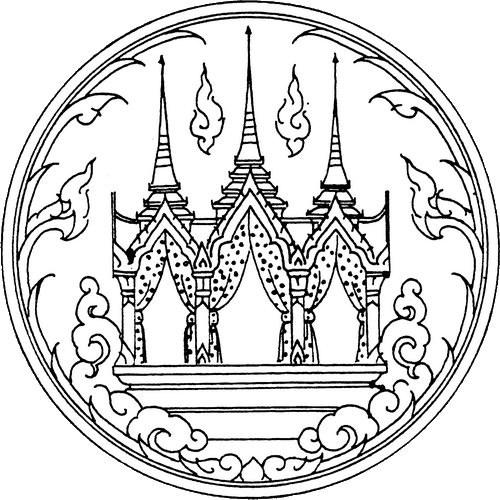
Nakhon Sawan
Nan
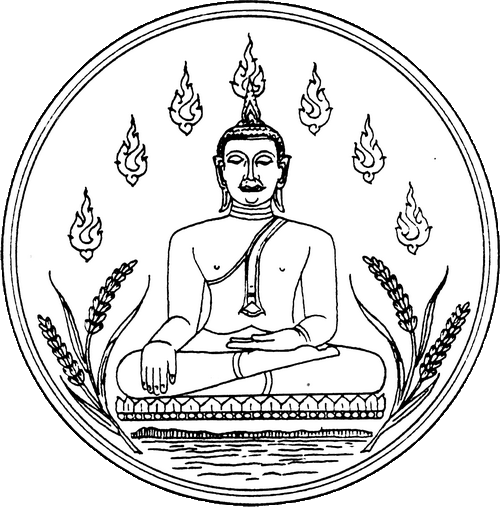
Phayao
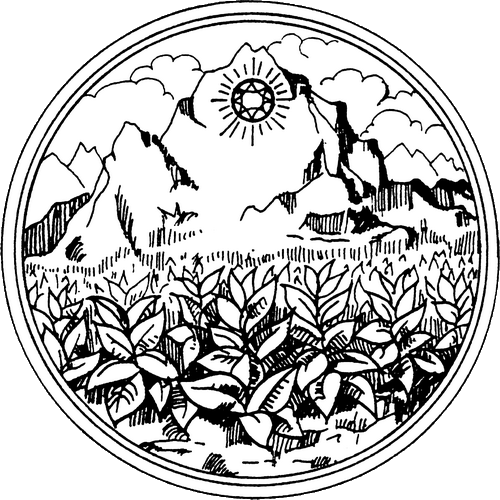
Phetchabun
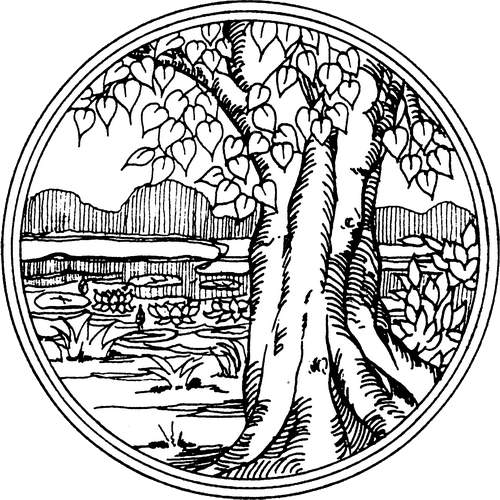
Phichit
Phitsanulok
Phrae
Sukhothai
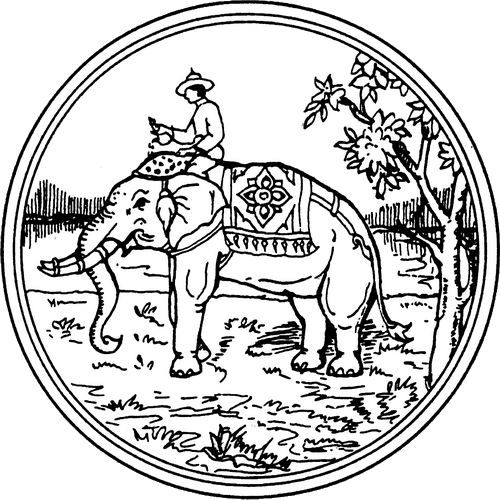
Tak
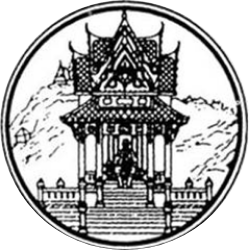
Uthai Thani
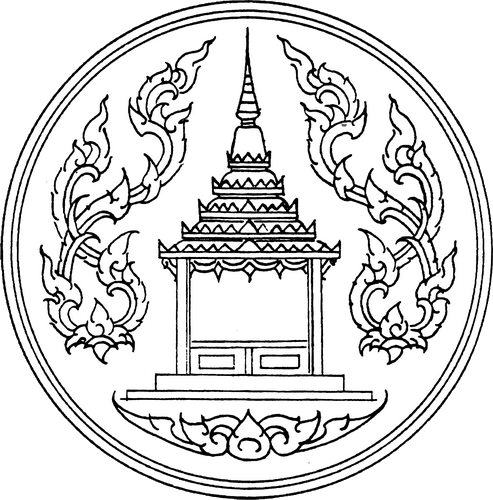
Uttaradit

### Zegels van provincies inNoordoost-Thailand

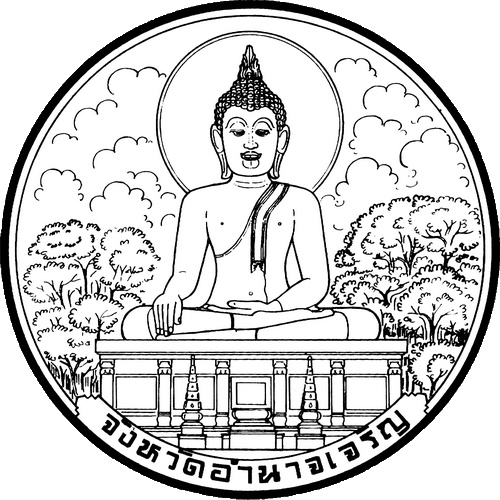
Amnat Charoen
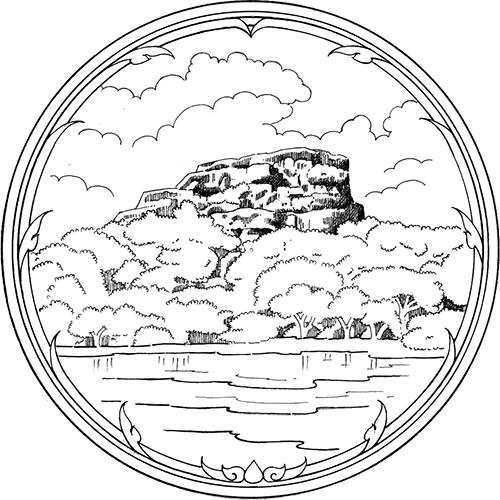
Bueng Kan
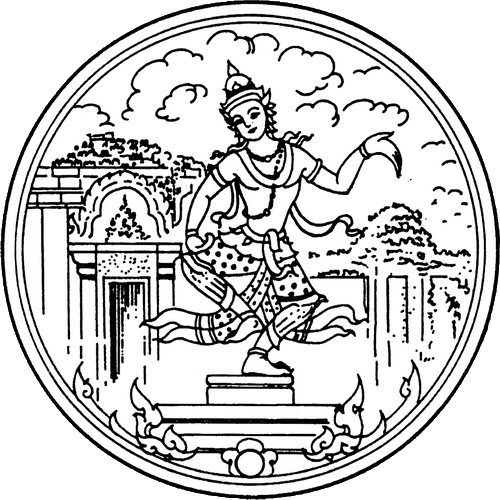
Buriram
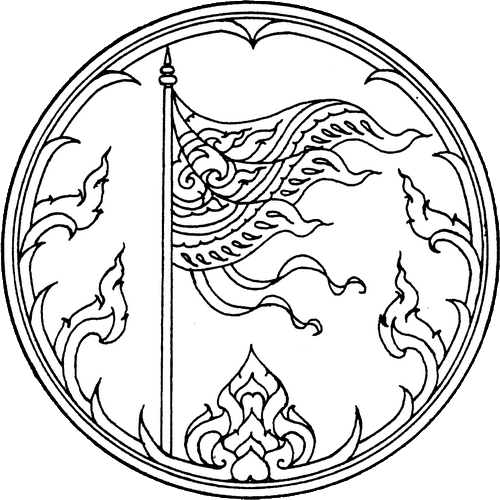
Chaiyaphum
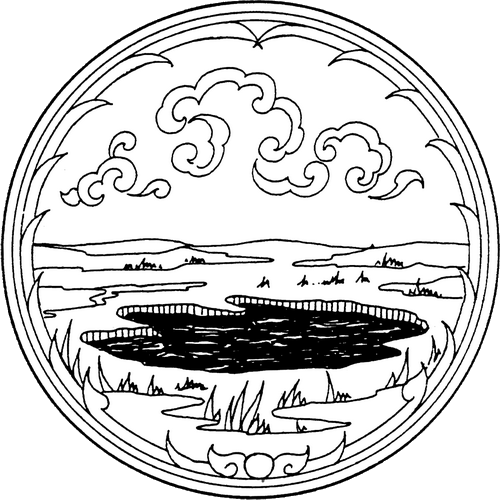
Kalasin
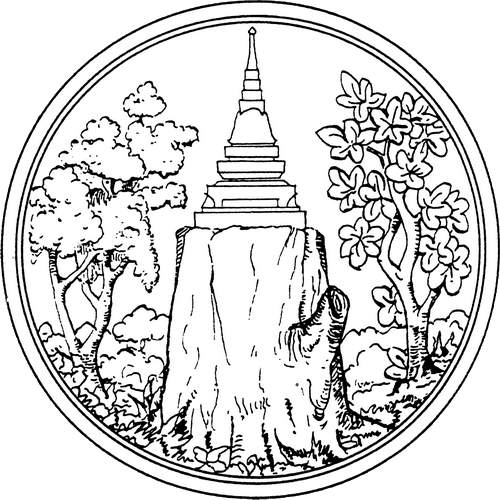
Khon Kaen
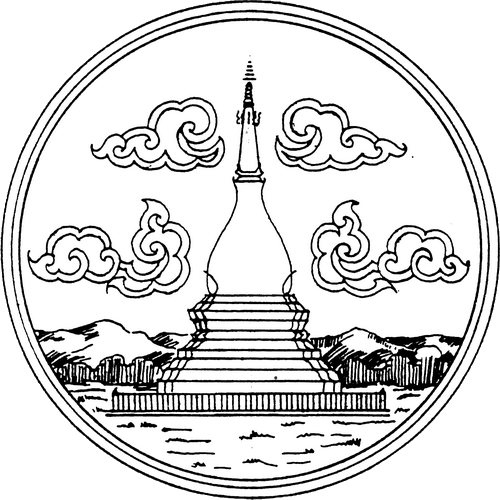
Loei
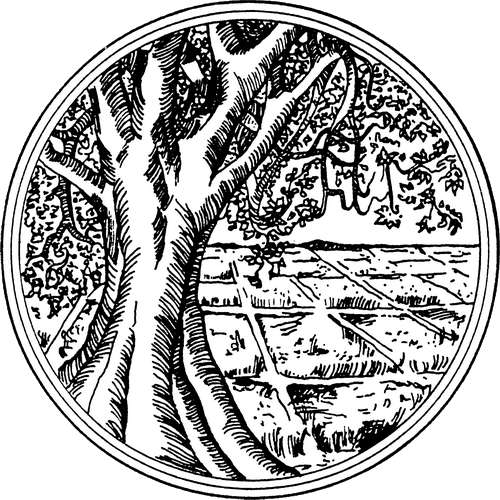
Maha Sarakham
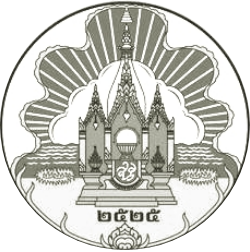
Mukdahan
Nakhon Phanom
Nakhon Ratchasima
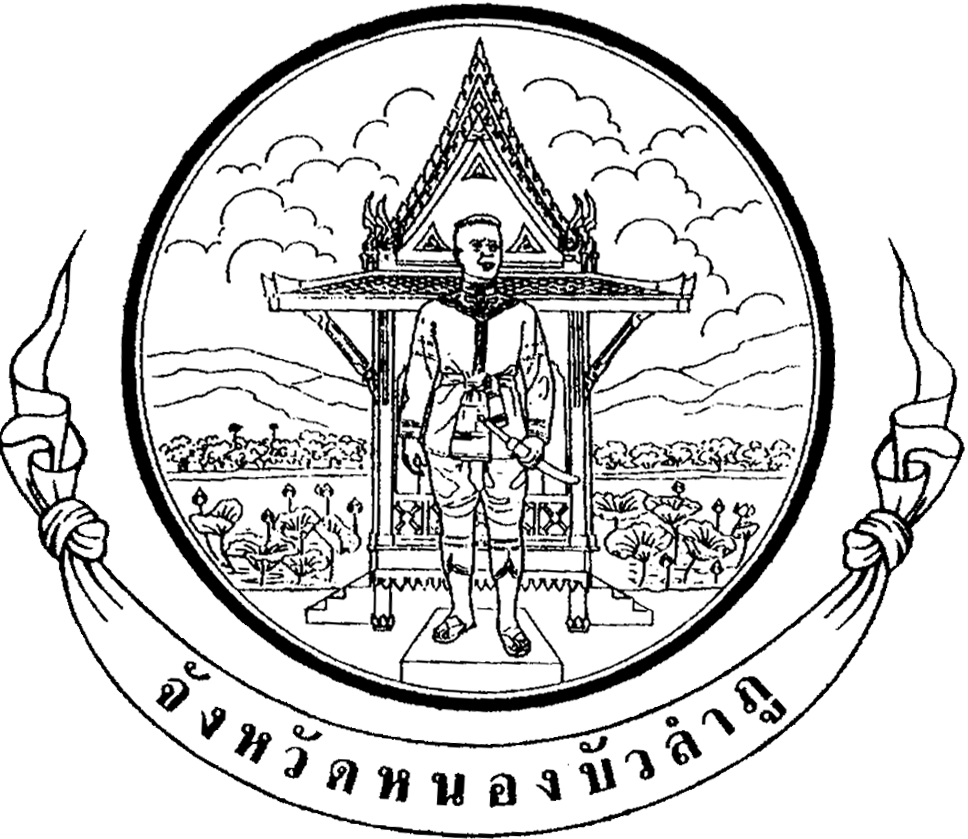
Nong Bua Lamphu
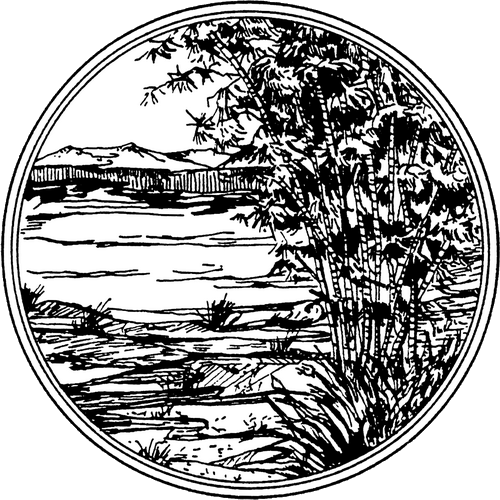
Nong Khai
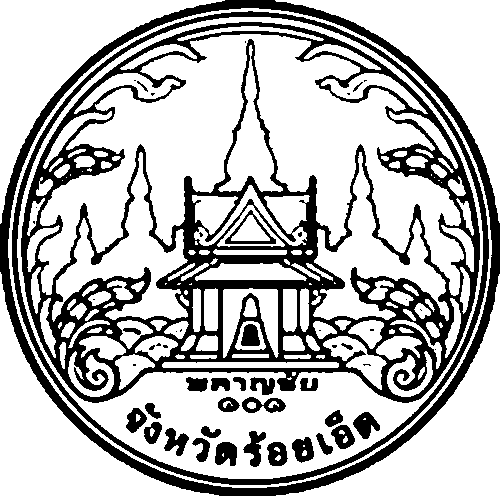
Roi Et
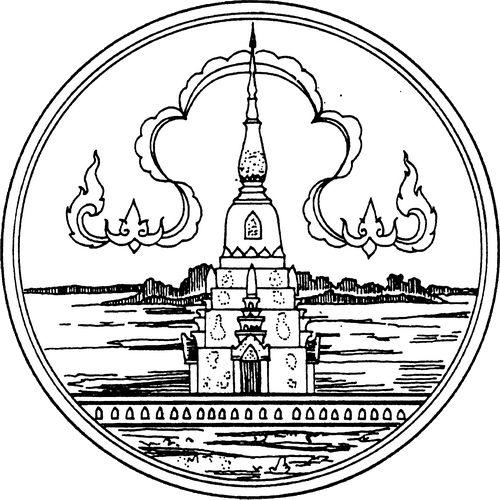
Sakon Nakhon
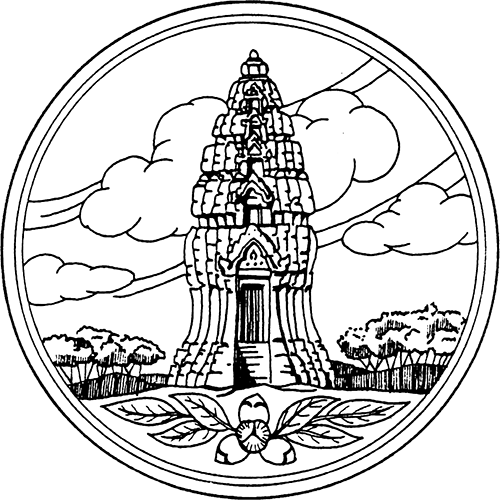
Sisaket
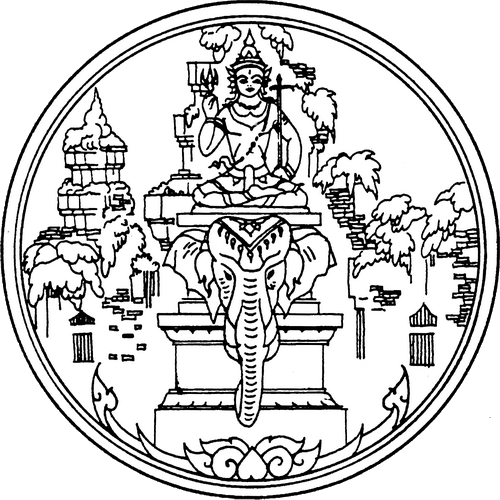
Surin
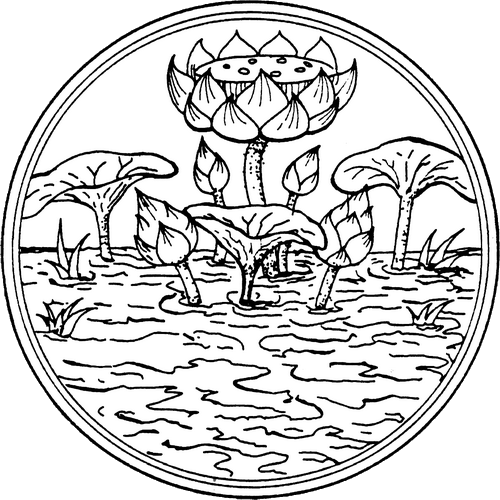
Ubon Ratchathani
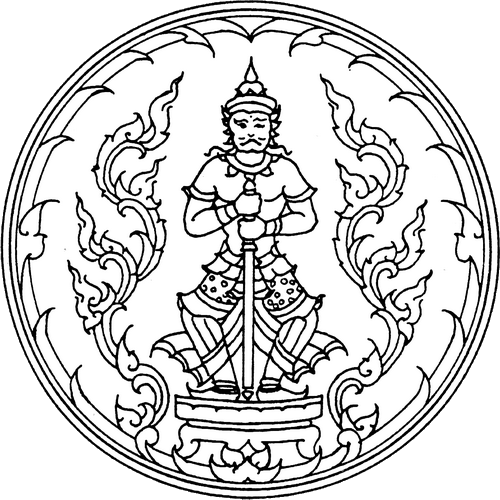
Udon Thani
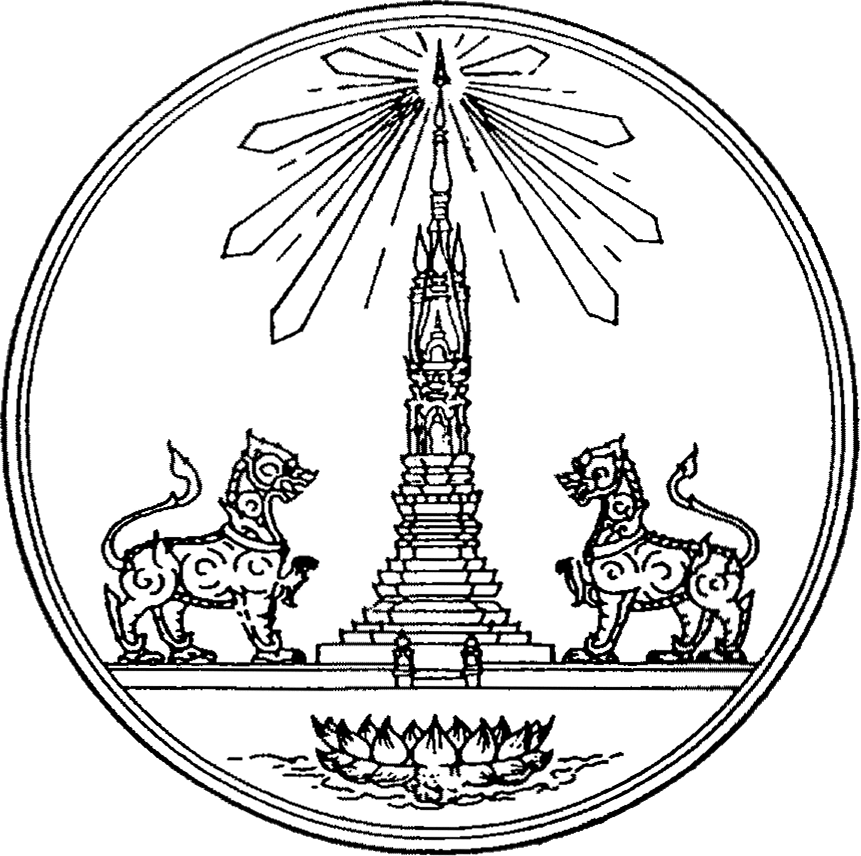
Yasothon

### Zegels van provincies inCentraal-Thailand

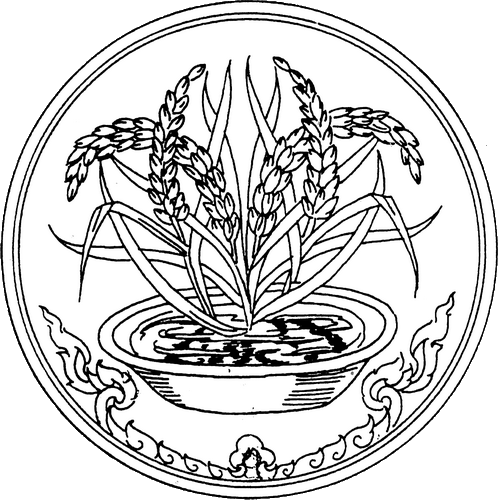
Ang Thong
Ayutthaya
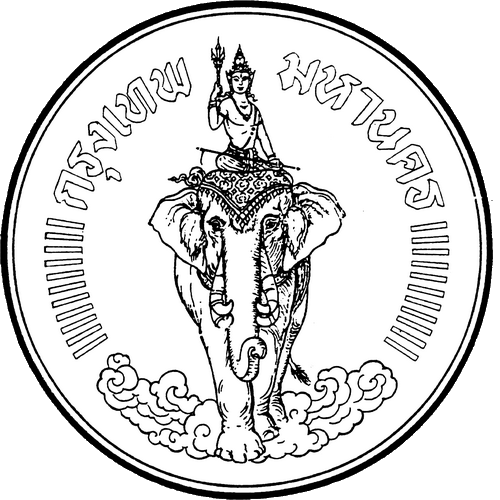
Bangkok
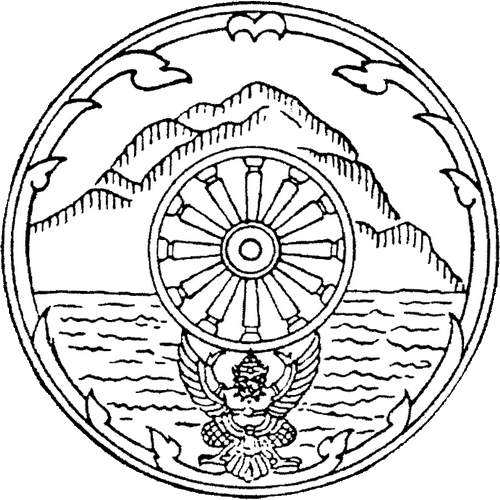
Chainat
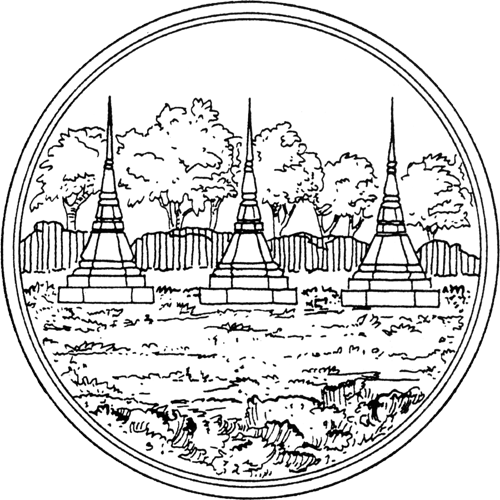
Kanchanaburi
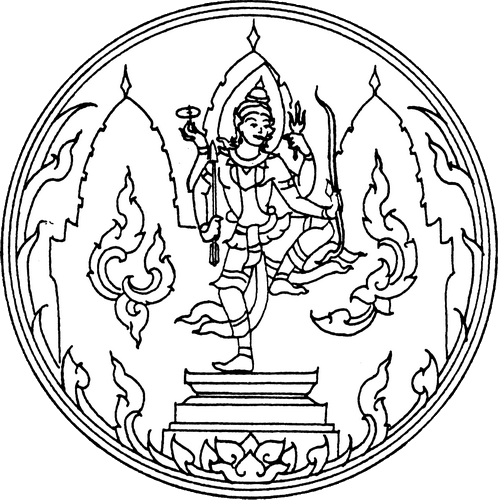
Lopburi
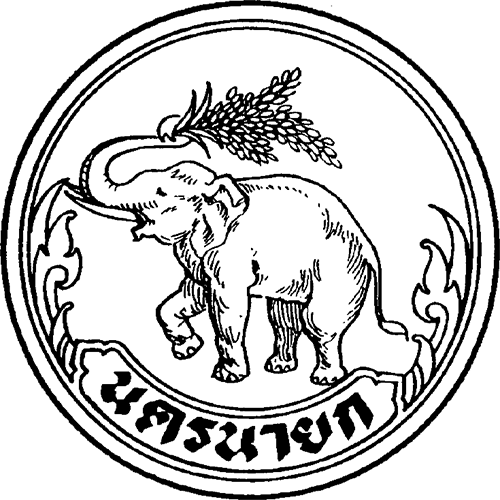
Nakhon Nayok
Nakhon Pathom
Nonthaburi
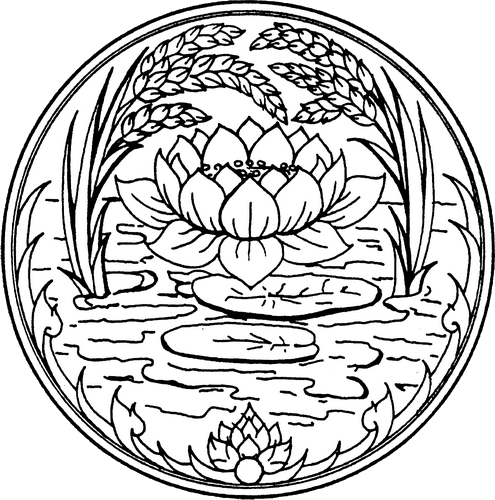
Pathum Thani
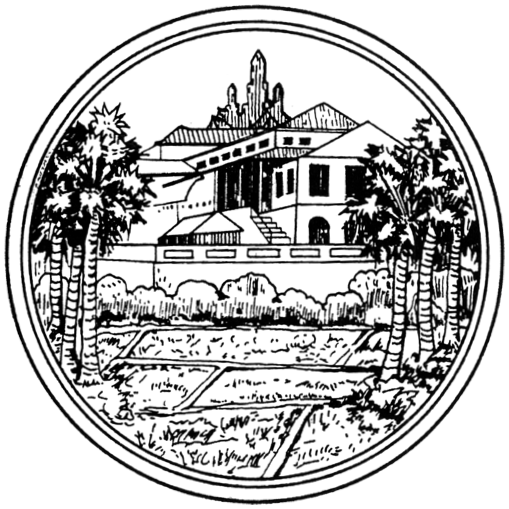
Phetchaburi
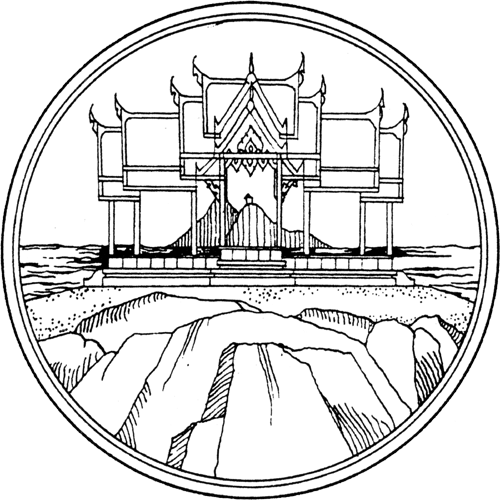
Prachuap Khiri Khan
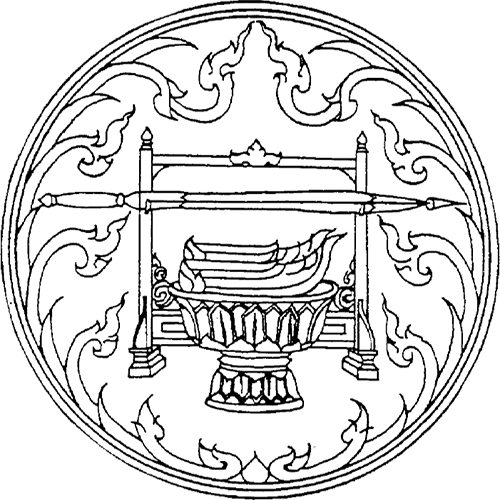
Ratchaburi
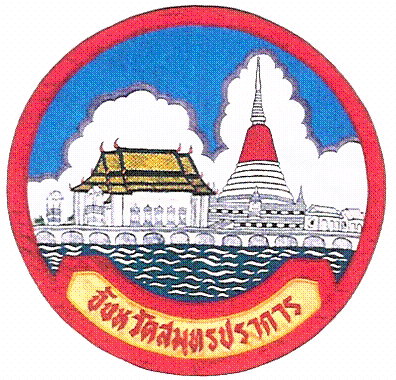
Samut Prakan
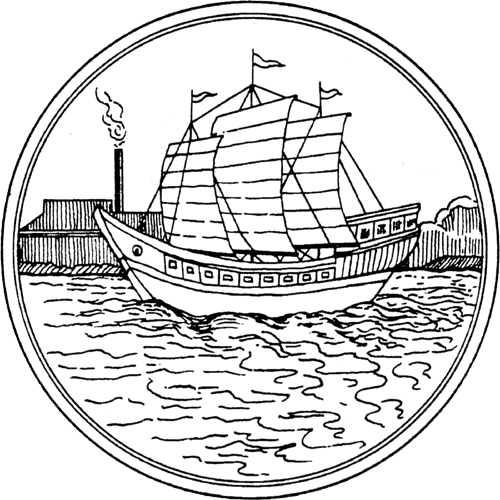
Samut Sakhon
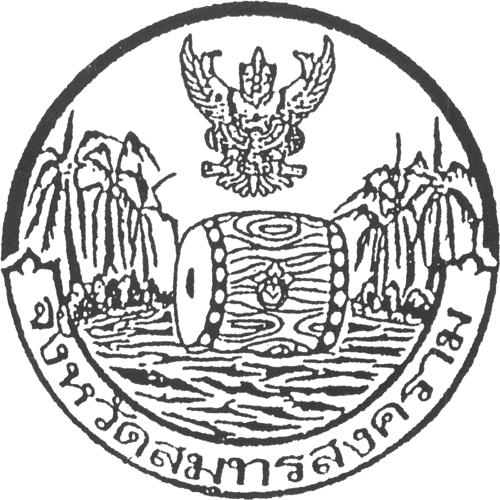
Samut Songkhram
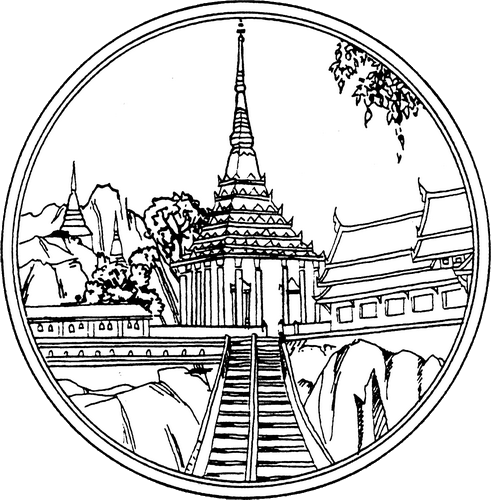
Saraburi
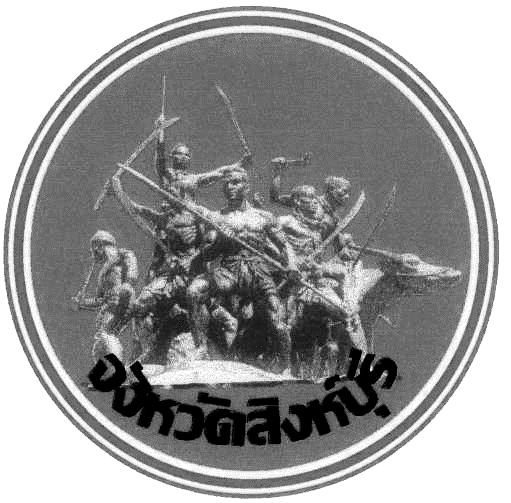
Singburi
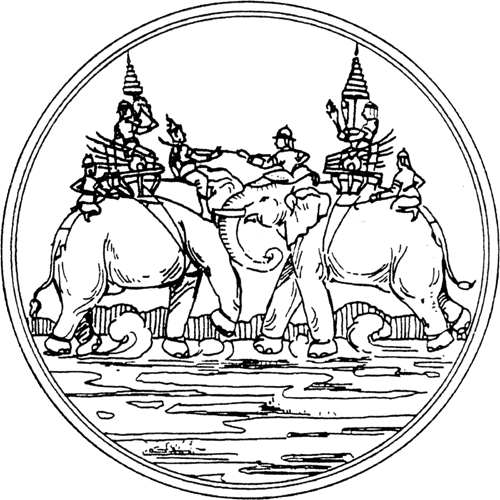
Suphanburi

### Zegels van provincies inOost-Thailand

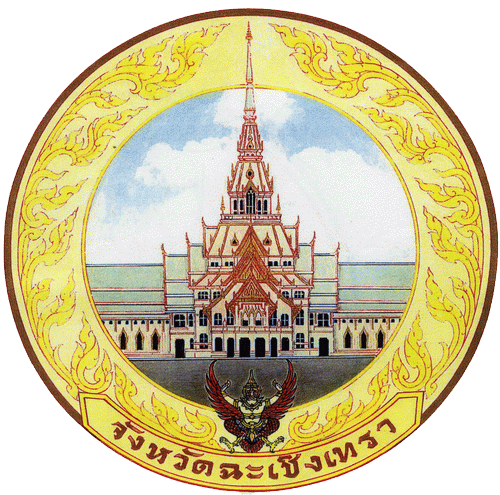
Chachoengsao
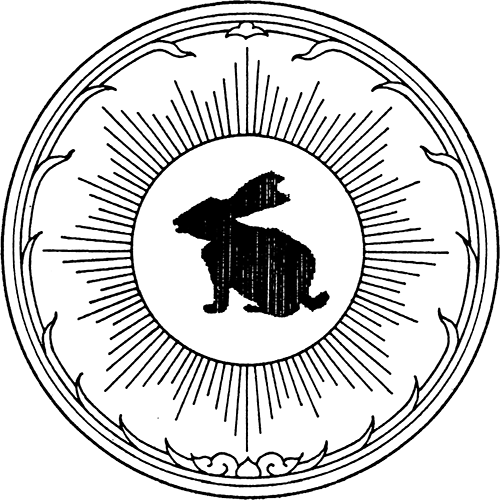
Chantaburi
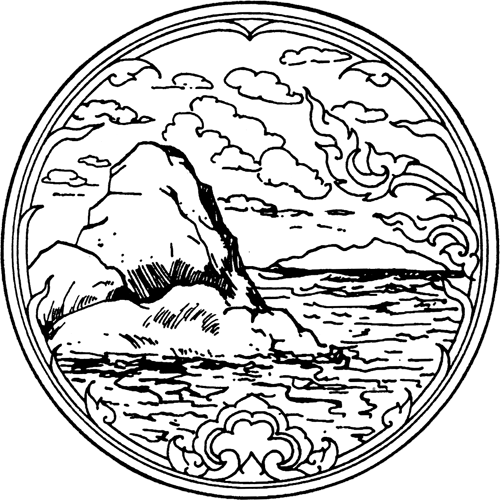
Chonburi
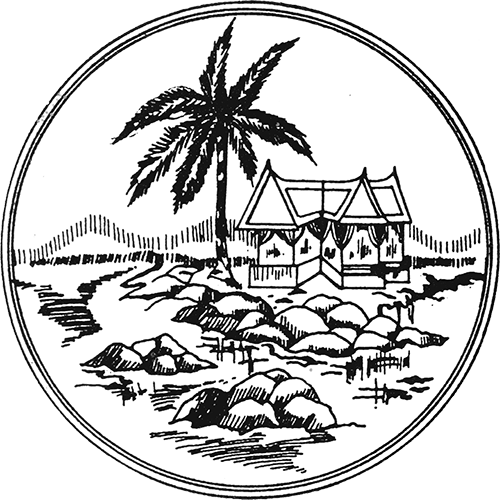
Rayong
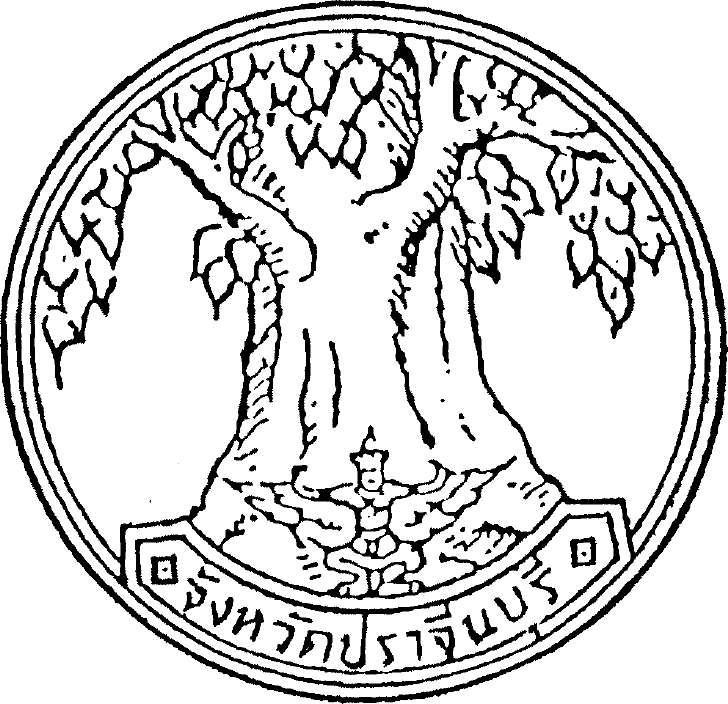
Prachinburi
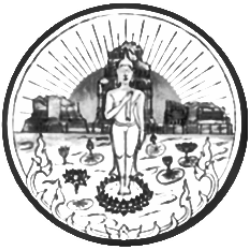
Sa Kaew
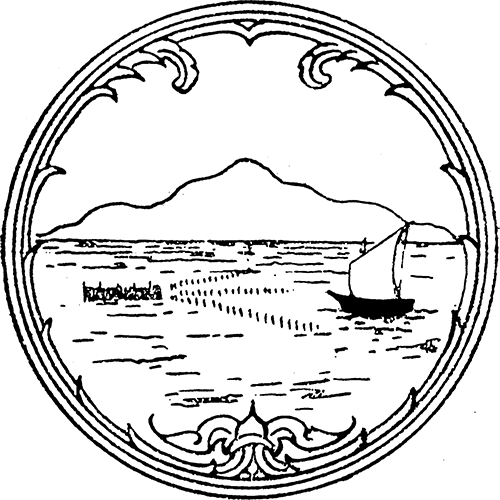
Trat

### Zegels van provincies inZuid-Thailand

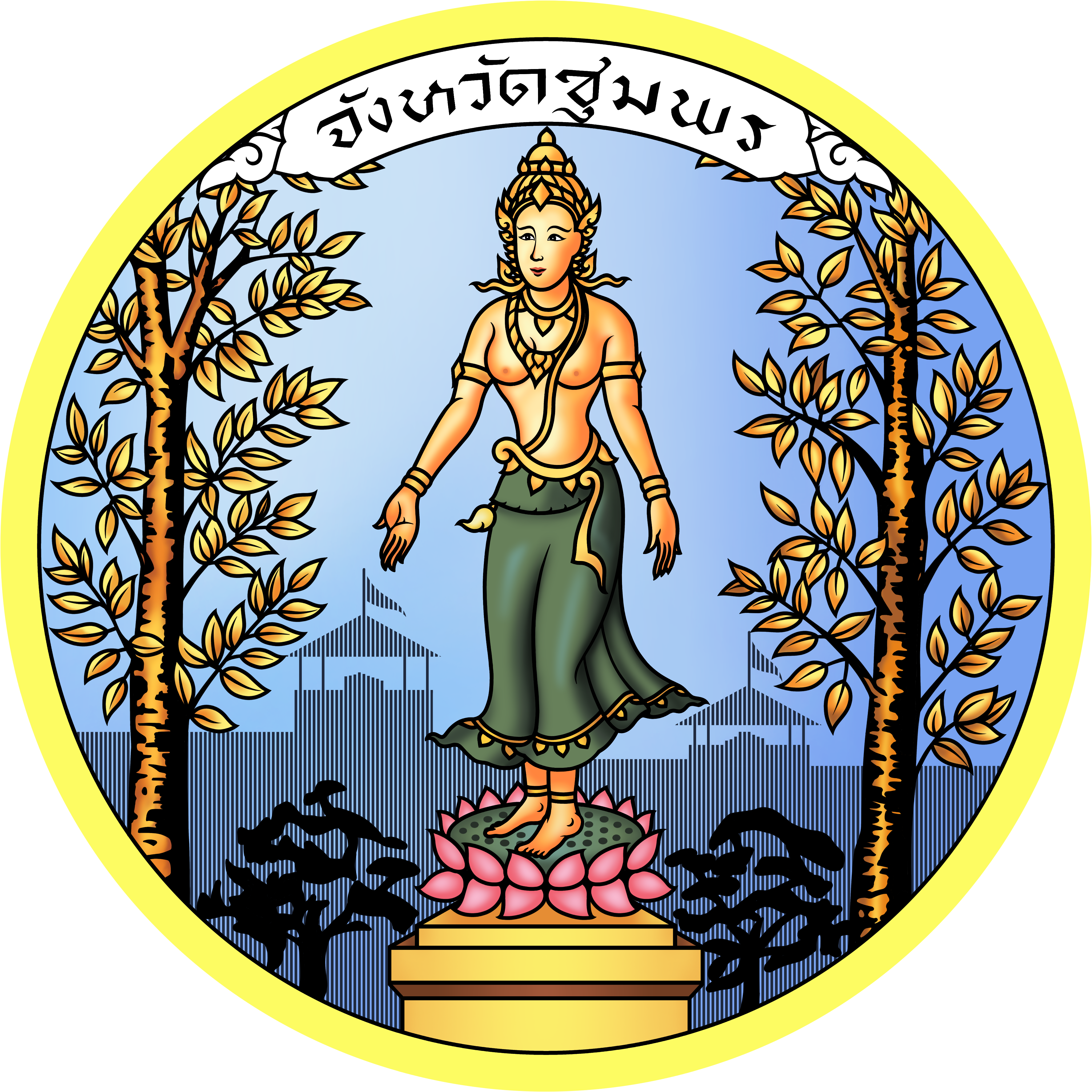
Chumphon
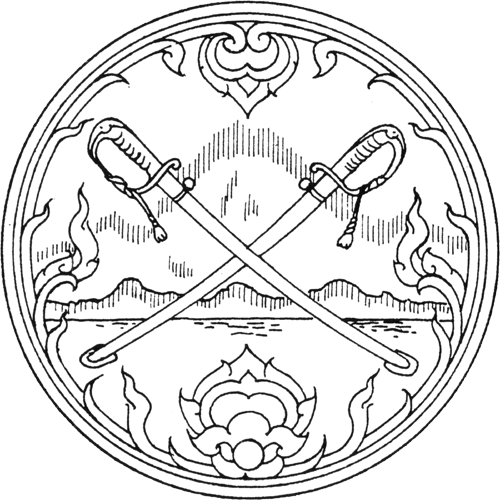
Krabi
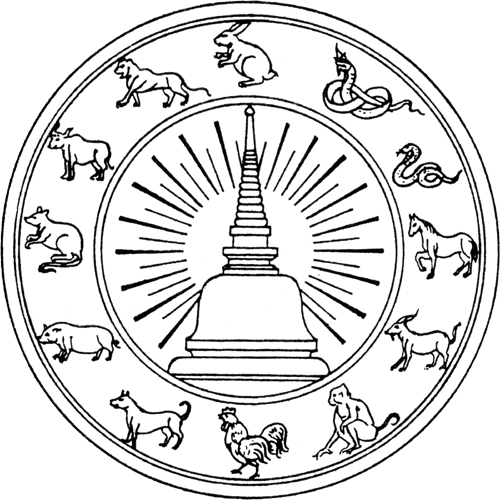
Nakhon Si Thammarat
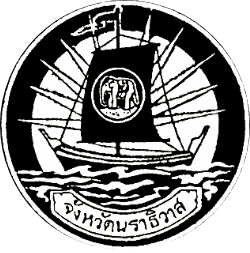
Narathiwat
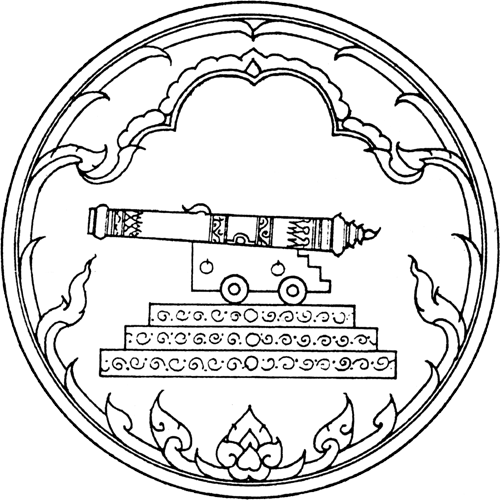
Pattani
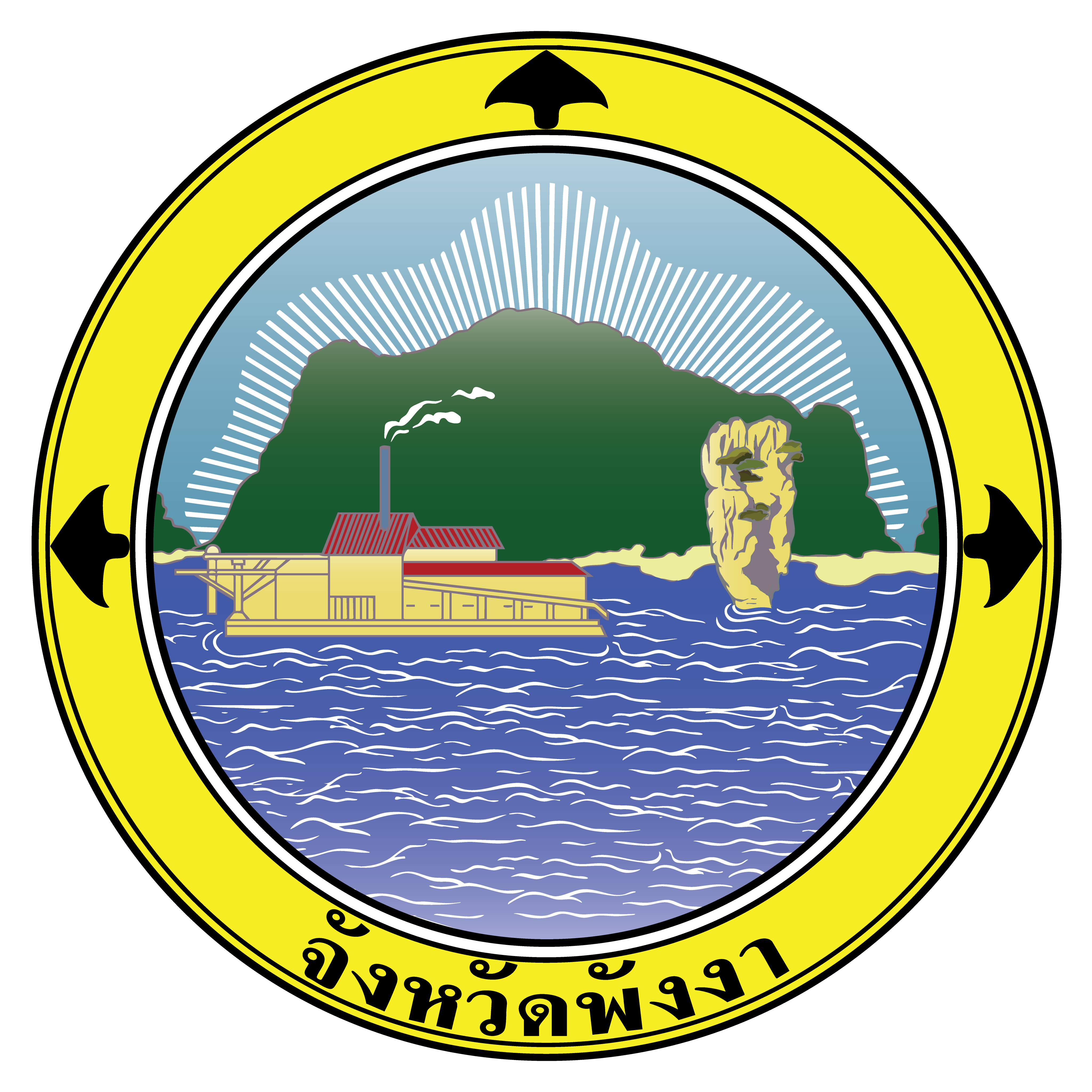
Phang Nga
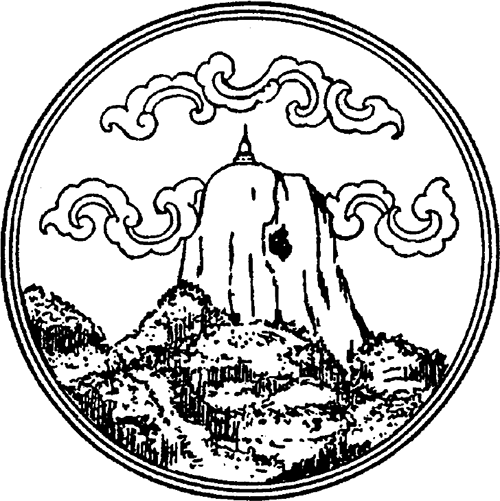
Phattalung
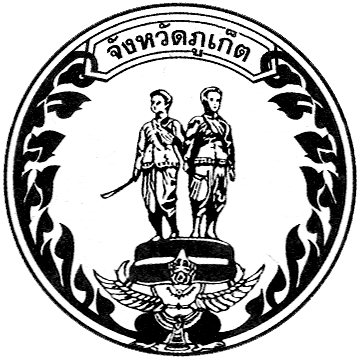
Phuket
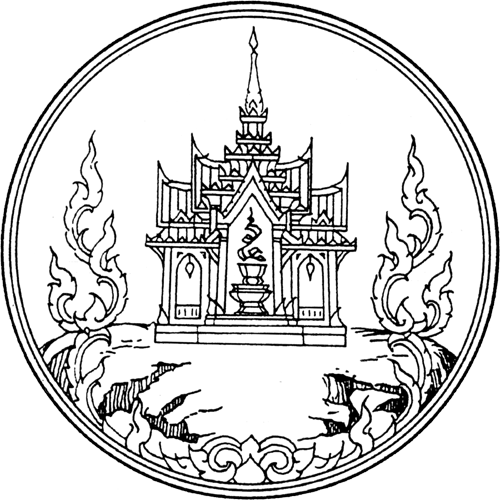
Ranong
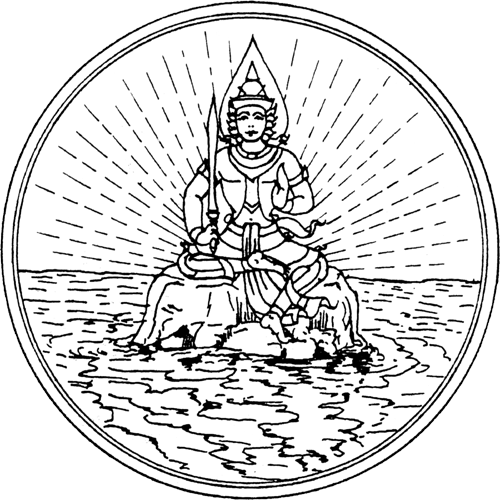
Satun
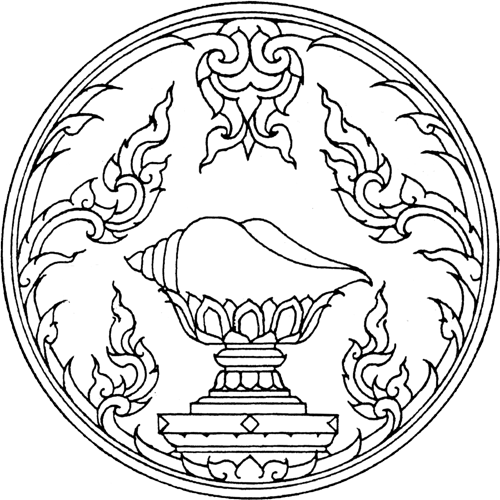
Songkhla
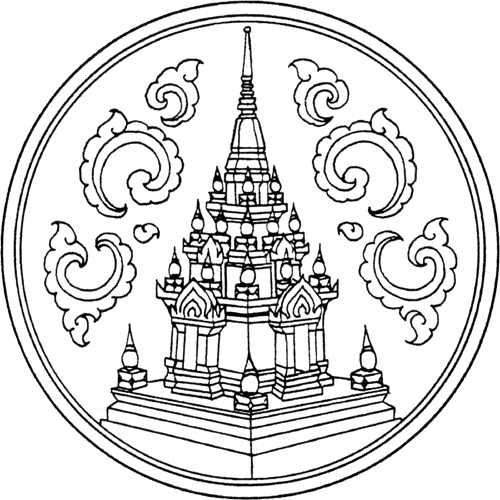
Surat Thani
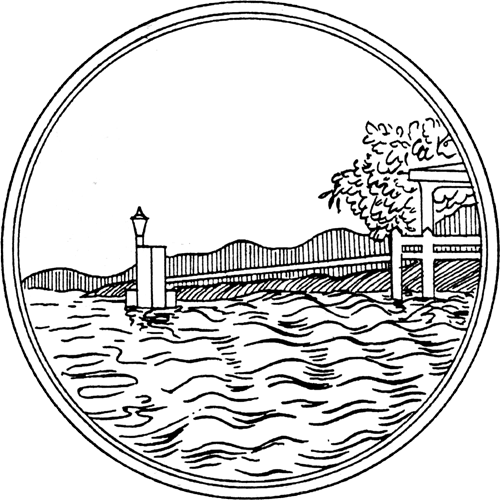
Trang
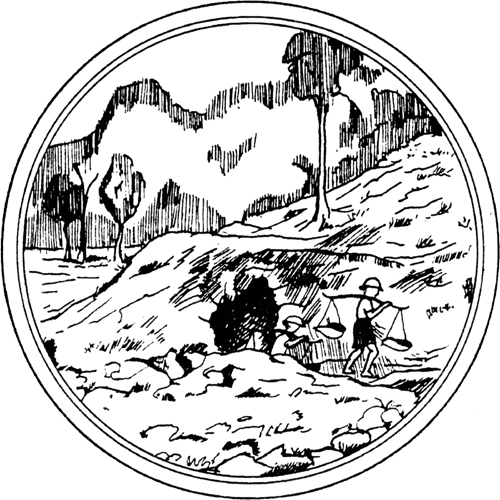
Yala